# 陳廷樸
陳廷樸（越南语：／；1858年—1914年），越南阮朝官員。
陳廷樸是廣治省肇豐府由靈縣安舍總河中社（今屬廣治省由靈縣）人，生於嗣德十一年（1858年），協辦大學士賴安子陳廷肅之子。嗣德末年，任廣治山防使。後降為鴻臚寺少卿。成泰七年（1895年），任廣治按察使。成泰八年（1896年），改任承天府丞。後升任承天府尹。成泰末年，任安靜總督。維新三年（1909年）正月，升署協辦大學士。維新四年（1910年）十月，改領戶部尚書，充輔政大臣。維新六年（1912年）七月，法國政府贈陳廷樸一枚法國榮譽軍團勳章軍官勳位（四項北斗佩星）。維新七年（1913年）十二月，陳廷樸病情加劇，阮廷准他停職前往法國人醫院治療。戶部尚書暫由禮部尚書黃琨兼掌。維新八年（1914年）正月，晉封禮門子（越南语：／）。三月二十二日（1914年4月17日），陳廷樸在任上去世。